# Гамільтон (Північна Дакота)
Гамільтон (англ. Hamilton) — місто (англ. city) в США, в окрузі Пембіна штату Північна Дакота. Населення — 46 осіб (2020).

## Географія
Гамільтон розташований за координатами 48°48′29″ пн. ш. 97°27′10″ зх. д. / 48.80806° пн. ш. 97.45278° зх. д. (48.808135, -97.452741).  За даними Бюро перепису населення США в 2010 році місто мало площу 0,69 км², уся площа — суходіл. В 2017 році площа становила 0,74 км², уся площа — суходіл.

## Демографія
Згідно з переписом 2010 року, у місті мешкала 61 особа в 29 домогосподарствах у складі 19 родин. Густота населення становила 88 осіб/км².  Було 37 помешкань (53/км²).
Расовий склад населення:
| - 100,0 % — білих |

До двох чи більше рас належало 0,0 %. Частка іспаномовних становила 0,0 % від усіх жителів.
За віковим діапазоном населення розподілялося таким чином: 14,8 % — особи молодші 18 років, 54,1 % — особи у віці 18—64 років, 31,1 % — особи у віці 65 років та старші. Медіана віку мешканця становила 52,3 року. На 100 осіб жіночої статі у місті припадало 90,6 чоловіків;  на 100 жінок у віці від 18 років та старших — 100,0 чоловіків також старших 18 років.
Середній дохід на одне домашнє господарство  становив 96 150 доларів США (медіана — 51 250), а середній дохід на одну сім'ю — 73 496 доларів (медіана — 73 333). Медіана доходів становила 51 250 доларів для чоловіків та 31 250 доларів для жінок. 
Цивільне працевлаштоване населення становило 39 осіб. Основні галузі зайнятості: виробництво — 35,9 %, транспорт — 15,4 %, освіта, охорона здоров'я та соціальна допомога — 15,4 %.